# Mezinárodní bezpečnostní podpůrné síly

Logo ISAF s perským sloganem znamenajícím „pomoc a spolupráce“

Mezinárodní bezpečnostní podpůrné síly (anglicky International Security Assistance Force, zkráceně ISAF) byly vojenskou misí v Afghánistánu pod vedením Severoatlantické aliance ustavenou Radou bezpečnosti Organizace spojených národů 20. prosince 2001 v návaznosti na Bonnskou dohodu.
Původním úkolem ISAF bylo zajistit Kábul s okolím proti Tálibánu, Al-Káidě i místním bojůvkám, aby mohla fungovat vláda Hámida Karzaje. V říjnu 2003 Rada bezpečnosti autorizovalo rozšíření mise na celý Afghánistán.
V lednu 2009 bylo součástí mise přes 55 tisíc vojáků z 38 zemí (z toho 26 členů Severoatlantické aliance).
Mise byla ukončena 28. prosince 2014, přičemž část vojáků zůstala v Afghánistánu za účelem poskytování výcviku, poradenství a podpory afghánským bezpečnostním sílám v rámci operace Rozhodná podpora.

## Účastnící se země

### Země NATO
- Albánie
- Belgie
- Bulharsko
- Černá Hora
- Česko
- Dánsko
- Estonsko
- Francie
- Finsko
- Chorvatsko
- Maďarsko
- Island
- Itálie
- Kanada
- Litva
- Lotyšsko
- Lucembursko
- Nizozemsko
- Německo
- Norsko
- Polsko
- Portugalsko
- Rumunsko
- Řecko
- Slovensko
- Slovinsko
- Severní Makedonie
- Spojené království
- Spojené státy americké
- Španělsko
- Švédsko
- Turecko

### EAPC (Rada euroatlantického partnerství)
- Arménie
- Ázerbájdžán
- Bosna a Hercegovina
- Gruzie
- Irsko
- Lichtenštejnsko
- Kypr
- Kazachstán
- Malta
- Rakousko
- Švýcarsko
- Ukrajina

### Ostatní země
- Austrálie
- Bahrajn
- Salvador
- Jižní Korea
- Jordánsko
- Japonsko
- Malajsie
- Mongolsko
- Nový Zéland
- Singapur
- Spojené arabské emiráty
- Tonga
- Tuvalu

## Česká účast v ISAF
Česká republika, která je od roku 1999 členem Severoatlantické aliance, deklarovala ochotu splnit své alianční závazky a podpořit mezinárodní operaci ISAF v Afghánistánu (NATO), resp. operaci Trvalá svoboda (USA). Jednotky Armády České republiky v zemi působí od května 2002, kdy zde byla nasazena 6. polní nemocnice. V následujících letech pak došlo k vyslání dalších jednotek. V březnu 2008 dochází ke vzniku Provinčního rekonstrukčního týmu (PRT) ve východoafghánské provincii Lógar.
Důležitou událostí v historii české mise v rámci ISAF bylo zformování tzv. Úkolového uskupení Armády České republiky ISAF. Díky vzniku tohoto uskupení došlo ke sjednocení veškerého personálu a jednotek českých ozbrojených sil nasazených v operaci ISAF. Ke vzniku úkolového uskupení došlo v červnu roku 2010, kdy byla zároveň vytvořena nová struktura velení a řízení a ustanovena funkce velitele ÚU AČR ISAF.
V květnu 2013 působilo na území Afghánistánu již 5. úkolové uskupení AČR ISAF (doba působnosti jednotlivých ÚU je omezena na šest měsíců). Pod jednotným velením je soustředěna celá řada útvarů se specifickou vnitřní strukturou. Mezi hlavní jednotky 5. ÚU tak v době jeho vzniku patřily například:
- Velitelství ÚU AČR ISAF
- Národní podpůrný prvek
- Jednotka chemické a biologické ochrany
- Jednotka AAT v Kábulu
- Polní chirurgický tým
- Zastoupení na velitelstvích ISAF v Kábulu a Bagrámu
- Provinční rekonstrukční tým (PRT) v provincii Lógar
- Poradní a výcvikový tým OMLT v provincii Vardak
- Výcviková jednotka Vojenské policie[4]